# ماتئو سولینی
ماتئو سولینی (انگلیسی: Matteo Solini؛ زادهٔ ۹ مارس ۱۹۹۳) بازیکن فوتبال اهل ایتالیا است.
از باشگاه‌هایی که در آن بازی کرده‌است می‌توان به باشگاه فوتبال اینتر میلان، باشگاه فوتبال رجینا، باشگاه فوتبال کیه‌وو ورونا، باشگاه فوتبال روبور سیه‌نا، و باشگاه فوتبال رجانا اشاره کرد.
وی همچنین در تیم‌های ملی فوتبال زیر ۱۶ سال ایتالیا، زیر ۱۷ سال ایتالیا، و زیر ۱۸ سال ایتالیا بازی کرده‌است.